# Немир Кирдар
Немир Кирдар (28 октября 1936 — 9 июня 2020) — иракский бизнесмен и финансист, руководитель инвестиционной компании Investcorp ($41 млрд активов). Проживал в Лондоне.

## Биография
Кирдар родился в Киркуке в туркменской семье, имевшей определённый политический вес в поздней Османской империи и в междувоенный период. После военного переворота в Ираке, положившего конец монархии, Кирдар бежал в США. Чтобы выбраться за границу, ему пришлось обернуться в ковёр, который был погружен на грузовик. В 1960 году он возвращается на родину, однако после баасистского переворота снова покидает страну.
Кирдар окончил экономический факультет Тихоокеанского университета в Калифорнии, имеет степень МБА Фордхэмского университета, Нью-Йорк. Также он прошёл высшую программу менеджмента в Гарвардской школе бизнеса. Кроме того, Кирдар имеет степени доктора наук от ряда вузов, среди которых стоит отметить Джорджтаунский университет.
Банковская карьера Кирдара началась в Нью-Йорке в 1969 году, где он занимался кредитованием. Через два года он устраивается в подразделение банка Allied Bank International по Юго-Восточной Азии и Японии. В 1974 году он становится вице-президентом Chase Manhattan Bank в Нью-Йорке. В период с 1976 по 1981 годы Кирдар возглавляет региональную сеть банка в Персидском заливе.
В 1982 году он основывает инвестиционный фонд Investcorp, который специализируется на глобальных капиталовложениях. В частности, в область деятельности компании входят частные инвестиции, хедж-фонды, недвижимость, инвестиции в технологии.

## Состояние
Финансовое состояние Кирдара оценивается в сумму, превышающую $1 млрд.
В 2005 году он занимал 206 место в списке самых богатых британцев. А в 2009 году таблоиды поставили его на 26 место среди самых влиятельных арабов мира.